# Al-Muhtadi
Al-Muhtadī bi-llāh (in arabo ﺍﻟﻤﻬﺘﺪﻱ ﺑالله‎?; Samarra, 833 circa – Samarra, 21 giugno 870) è stato un califfo abbaside dall'869 all'870 a Samarra, durante la cosiddetta "Anarchia di Samarra".
Dopo la morte di al-Mu'tazz, i Turchi scelsero come suo successore il cugino Abū ʿAbd Allāh Muḥammad ibn Hārūn al-Wāthiq, che assunse il laqab di al-Muhtadī bi-llāh (Il ben condotto da Dio). Era figlio del Califfo al-Wathiq e di una schiava bizantina e mostrò subito di possedere doti di fermezza e di buone capacità. Ma queste non erano propriamente virtù agli occhi dei suoi militari, che preferivano Califfi proni alle loro inesauste richieste di benefici.
Sotto di lui, la corte califfale conobbe profonde modifiche. Cantori e musici di ambo i sessi furono allontanati, nel rispetto di una visione angusta propugnata dai dottori della Sharīʿa e dall'opinione pubblica più moralistica. La giustizia venne amministrata pubblicamente (e personalmente dallo stesso Califfo), a dimostrazione dell'autorità della legge e come segno inequivocabile di dirittura materiale e morale dei giudici. Il vino e i giochi (praticati abbondantemente ma giudicati contrari alla morale islamica, proibiti. I cani (considerati animali impuri) furono tendenzialmente eliminati e furono uccisi i leoni ospitati nel Palazzo califfale del Jawsaq al-Khāqānī.
Il nuovo califfo prese infatti a modello ʿOmar II, il Califfo omayyade apprezzato per la sua pietas anche dai suoi nemici abbasidi, malgrado non fosse propriamente un esempio di avvedutezza sotto il profilo finanziario.

## Tensioni con i Turchi
Il nuovo califfo non riuscì però ad allontanare il suo vizir e "grande elettore" Ṣāliḥ b. Waṣīf, né la sua incontenibile ingordigia, che l'aveva portato a torturare col fuoco il precedente vizir israelita Aḥmad b. Isrāʾīl perché gli rivelasse dove aveva nascosto i suoi beni, «uccidendolo poi con 500 scudisciate che gli squarciarono letteralmente il dorso».
Il vizir prese di mira anche la madre del Califfo, Qabīḥa, e il suo patrimonio, facendo intervenire il generale turco Mūsā b. Bughā (fedele al Califfo) con migliaia di suoi armati. Ṣāliḥ b. Waṣīf fu repentinamente abbandonato al suo destino dagli altri comandanti turchi di Samarra. Il 29 gennaio 869 il suo nascondiglio fu però scovato e il vizir finì con l'essere decapitato.
Il Califfo fece poco dopo improvvidamente arrestare due fratelli del suo soccorritore e mettere a morte uno di essi, provocando il vindice intervento di Mūsā b. Bughā. Al rifiuto di abdicare del Califfo in favore di Aḥmad b. Abī Jaʿfar, detto Ibn Fityān, fu ucciso brutalmente nel suo stesso Palazzo califfale,
Il califfato di al-Muhtadī durò quindi appena un anno scarso. Dopo alcuni contrasti e complotti di matrice turca, fu assassinato proprio dai comandanti turchi del suo esercito quando egli aveva circa 38 anni.